# Dactylorhiza umbrosa
Dactylorhiza umbrosa (укр. Зозульки тінисті, пальчатокорінник тінистий) — багаторічна і трав'яниста рослина роду зозульок (Dactylorhiza) родини зозулинцевих (Orchidaceae).

## Загальна біоморфологічна характеристика
Рослини 30-80 см заввишки, з товстими порожніми стеблами і 3-6-роздільними бульбами. Стебла при основі 1-1,5 см в діаметрі. Листя в числі зазвичай 6-7, довгасті, без плям, лінійно-ланцетні, загострені, нижні 7-10 см завдовжки і завширшки 2-5 см, відхилені; середні і верхні спрямовані прямо вгору, верхні вужчі, досягають основи суцвіття. Суцвіття — густий, багатоквітковий колос, 4-18 см заввишки, приквітки зелені або фіолетово-забарвлені, вузьколанцетні, нижні дорівнюють за розміром квіткам або трохи їх перевищують, верхні коротші. Квітки фіолетово-пурпурні або лілово-пурпурні. Середній зовнішній листок оцвітини і 2 бічних внутрішніх складені в шолом; зовнішні бічні листочки яйцювато-ланцетні, нерівнобокі, середній зовнішній — 7-9 мм завдовжки, тупий, 2 внутрішніх майже рівні середньому зовнішньому. Губа округло-ромбічна, при основі білувата, невиражено трилопатева, 8-10 мм завдовжки, шпорець циліндричний, тупуватий, злегка зігнутий, 12-15 (18) мм завдовжки, довший за губу і рівний зав'язі. Цвіте в травні — червні.

## Поширення
Вид центрально- і більшою мірою середньоазіатський. Його знаходження в Сибіру рідкісні і відносяться до його крайнього півдня (Алтай, Кальджирська долина, долина річки Ард); Тува, околиці міста Шагонар; Західний берег Байкалу, Ангара. Відомий з північних районів Казахстану (Білий Іртиш, біля села Камишенка). Характерні острівні ділянки ареалу у Верхньо-Тобольському флористичному районі (бор Наурзум-Карагай в Кустанайській області і біля села Фомінське в Тюменській області). Зустрічається також в Киргизстані, Таджикистані, Узбекистані, Афганістані, Ірані, Іраку, Туреччині, Пакистані, на північному заході Китаю і на півночі Монголії.

## Екологія
Dactylorhiza umbrosa — один з найвисокогірніших з усіх видів роду, що піднімається на Памірі до 3 600-3 900 м над рівнем моря. На рівнині він трапляється тільки у Верхньо-Тобольському районі. Зазвичай займає висотний інтервал в межах від 900 до 1 500 м. Селиться на сирих гірських луках, осокових сазах, по луговинам на берегах гірських струмків, річок і озер, рідше в тугаях, березняках, долинних заростях верб й інших чагарників; відмічений по ариках.

## Використання
У Середній Азії Dactylorhiza umbrosa — найпоширеніший з видів зозульок. Саме він може служити джерелом забезпечення потреби середньоазіатських республік у сировині салепу.
Відвар бульб Dactylorhiza umbrosa в народній медицині Паміру використовується при судомах, паралічах, гастриті, ниркових каменях; вважається кровоспинним засобом.